# 彼得斯菲爾德
彼得斯菲爾德（Petersfield）是英格蘭的一個城鎮和民政教區，位於英格蘭漢普郡東漢普郡區，朴茨茅斯以北17英里（27）。